# Dukkan-e Daud
Koordinaten: 34° 26′ 20″ N, 45° 53′ 55″ O
Dukkan-e Daud auf Deutsch Davids Laden ist ein altiranisches Felsengrab etwa drei Kilometer südöstlich von Sarpol-e Sahab in der iranischen Provinz Kermanschah. Die Stätte wurde 1836 von Henry Creswicke Rawlinson entdeckt. Sie besteht aus einem mehrere Meter hohen Felsengrab, das in eine Felswand gegraben wurde, und einem Relief namens Kel-e Dāwūd/Kil-e Daud (deutsch Davids Grab). Wer hier begraben war, ist nicht klar. Der heutige Name bezieht sich auf die heilige Figur Dāwūd.

## Das Grab

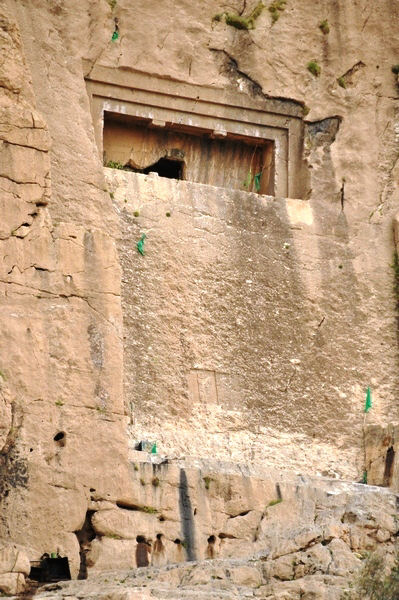
Das Felsengrab

Die quaderförmige Öffnung zum Grab befindet sich in 22 m Höhe. Die Felsenwand unterhalb des Grabes ist bearbeitet und geglättet, so dass etwa 10 m unter dem Grab eine Stufe in den Felsen entstanden ist.  Die Öffnung ist als eine Vorkammer geformt und ist 7,32 mal 2,6 Meter groß. Innerhalb der Vorkammer befinden sich zwei Säulen, von denen nur die Kapitelle und ein Fuß erhalten sind. Die einfach gehaltenen Säulen hatten den Eingang zur Grabkammer umrahmt. Die Vorkammer reicht am Boden 1,95 m tief in den Felsen rein. Der eigentliche Eingang zum Grab ist 1,5 mal 1 m groß und führt in einen Raum mit Tonnengewölbe, der etwa 2,3 × 2,8 × 2,2 Meter groß ist. Der Raum enthält fünf Nischen, die wahrscheinlich für Lampen gedacht waren. Für den Sarg wurde auf der linken Seite des Raumes eine 70 cm tiefe Vertiefung gegraben. Das Design dieses Grabes ähnelt dem anderer Steingräber in Sahna, Qiz Qapan und Fakhrigah.

## Das Relief

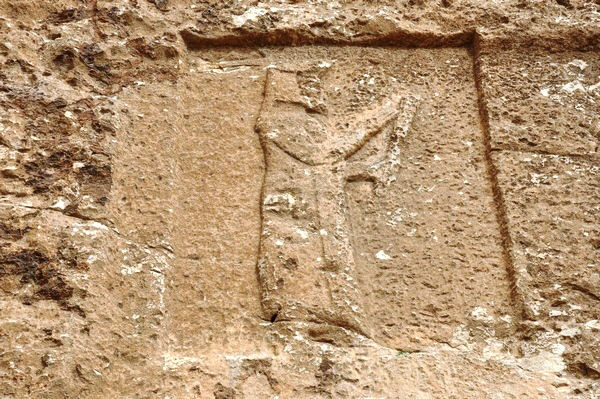
Der Grabwächter

Etwa 8 m unter dem Grab befindet sich ein kleines Relief, welches um die 1,50 × 0,90 Meter misst und als Kel-e Dāwūd bekannt ist. Das Relief zeigt einen Magier, der einen Baschlik (eine sich verjüngende Mütze mit einer nach vorne gerichteten Spitze) trägt und in der linken Hand einen Barsom (Machtstab) oder ein Bündel heiliger Zweige hält. Seine rechte Hand ist als Zeichen des zoroastrischen Rituals erhoben. Der Priester stellt wohl einen Grabwächter dar, was es in derselben Form beim Grab von Kyros II., dem Großen, gibt. Stilistisch passt dieses Relief in die hellenistische Periode und wäre damit jünger als das Grab selbst.

## Forschung und Einordnung
Rawlinson entdeckte zwar 1836 die Stätte, konnte aber wegen der Höhe nicht ins Grab gelangen. Pascal Coste zeichnete 1840 einen Plan des Inneren des Grabes, was die einzige Quelle für die Forscher bildete, bis Hubertus von Gall 1972 die Zeichnungen aktualisierte. Schon damals war das Grab leer und die Identität des Toten unbekannt. Ernst Herzfeld identifizierte Dukkan-e Daud und andere Orte im nordwestlichen Iran und Irakisch-Kurdistan als „Medisch“, was aber nicht im historischen Sinn, sondern im geografischen Sinne verstanden werden sollte. Die Ähnlichkeit zu den Gräbern in Qiz Qapan und Fakhrigah schließt eine pre-achämenidische Datierung aus.

## Heutzutage
Die Stätte ist heutzutage vielen Menschen – besonders den Ahl-e Haqq – heilig. Die Religionsgemeinschaft der Ahl-e Haqq, deren Schwerpunkt in der Provinz Kermānschāh liegt, hat hier einen Friedhof, weil sie den hier angeblich begrabenen David als einen der sieben Erzengel akzeptiert. Frauen lassen ihre neugeborenen Kinder hier segnen und die Grabstätte wird mit Flaggen und Fackeln dekoriert.